# Медзана-Мортильенго
Медза́на-Мортилье́нго (итал. Mezzana Mortigliengo) — коммуна в Италии, располагается в регионе Пьемонт, в провинции Бьелла.
Население составляет 647 человек (2008 г.), плотность населения составляет 162 чел./км². Занимает площадь 4 км². Почтовый индекс — 13831. Телефонный код — 015.
Покровителем коммуны почитается святой апостол Варфоломей, празднование 24 августа.

## Демография
Динамика населения:

## Администрация коммуны
- Официальный сайт: